# Đặng Đình Áng
Đặng Đình Áng (21 tháng 8 năm 1926 - 29 tháng 8 năm 2020) là giáo sư toán học nổi tiếng của Việt Nam. Ông nguyên là Trưởng ban Toán của Trường Đại học Khoa học Sài Gòn và là chủ tịch đầu tiên của Hội Toán học Thành phố Hồ Chí Minh. Ông cũng là người đầu tiên đưa toán học hiện đại vào Nam Bộ. Ngoài ra, ông còn được biết đến như một nghệ sĩ thổi sáo tài hoa với nhiều CD nhạc hòa tấu thính phòng hay. Ông được xem là một nhà giáo tiêu biểu có nhiều đóng góp cho ngành toán học Việt Nam. Ông qua đời lúc 10 giờ ngày 29 tháng 8 năm 2020, hưởng thọ 94 tuổi.

## Sự nghiệp
Giáo sư Đặng Đình Áng sinh ngày 21 tháng 8 năm 1926 tại Thụy Hương, Chương Mỹ, Hà Nội. Năm 1953 đến 1955, ông học môn Kỹ thuật hàng không vũ trụ tại Đại học Kansas và nhận bằng cử nhân tại đó. Sau đó, ông vào Viện Công nghệ California (Caltech) và nhận bằng tiến sĩ với một luận án về giải tích và cơ học năm 1958.
Ông làm việc tại CalTech 2 năm rồi về nước năm 1960. Tại Việt Nam, ông đảm nhận Trưởng ban Toán của Trường Đại học Khoa học thuộc Viện Đại học Sài Gòn. Với địa vị trưởng ban ông đã hiện đại hóa chương trình giảng dạy và đưa vào một số môn chưa từng được dạy như toán học tô pô, đại số trừu tượng, và giải tích hàm. 3 năm sau, ông thành lập chương trình chứng chỉ sau đại học "toán học thâm cứu" (Mathematiques Approfondies). Ông làm trưởng ban cho đến năm 1975, sau đó ông làm Giám đốc Viện nghiên cứu Giải tích cho đến năm 1994.
Năm 1988, ông làm chủ tịch đầu tiên của Hội Toán học Thành phố Hồ Chí Minh. Năm 1995, ông chịu trách nhiệm chính cho sự thành công của hội nghị toán học quốc tế lần đầu tiên được tổ chức tại Thành phố Hồ Chí Minh đã thu hút nhiều nhà toán học lớn đến từ Mỹ, Đức, Nga, Trung Quốc, Pháp...

## Gia đình
Ông kết hôn với bà Bùi Thị Minh Thy năm 1950. Ông bà có 5 người con, 3 gái và 2 trai. Họ cũng là những người thành đạt: người con gái lớn của ông là một bác sĩ nhi khoa, 2 cô gái út là tiến sĩ toán học và thạc sĩ dạy Anh ngữ, còn 2 người con trai đều là tiến sĩ toán học tại các viện đại học tại Hoa Kỳ.
Gia đình Giáo sư Đặng Đình Áng có nhiều người thành danh trong lĩnh vực văn hóa nghệ thuật như: Nhà thơ Đặng Đình Hưng là anh ruột; nhạc sĩ Thái Thị Liên là chị dâu và các nghệ sĩ piano Đặng Thái Sơn và Đặng Hồng Quang là cháu ruột của ông.

## Cống hiến
Năm 1982, Giáo sư Đặng Đình Áng đã hướng dẫn bảo vệ thành công cho tiến sĩ toán học đầu tiên ở Nam Bộ. Giáo sư Áng cũng đã đào tạo được 12 tiến sĩ toán học Việt Nam có trình độ quốc tế và nhiều thạc sĩ, cử nhân toán học.

## Tác phẩm
- Hơn 130 bài báo trong lĩnh vực phi tuyến và cơ học được công bố trên các tạp chí toán học trong và ngoài Việt Nam.[6]
- 6 cuốn sách chuyên đề về giải tích và cơ học,[6] trong đó có cuốn: Dang Dinh Ang, Rudolf Gorenflo, Vy Khoi Le, Dang Duc Trong. Moment Theory and Some Inverse Problems in Potential Theory and Heat Conduction. Springer Berlin Heidelberg.[7]
- Trong ngần bóng giếng (tập sách)
- CD nhạc hòa tấu thính phòng do chính Giáo sư Đặng Đình Áng (flute) cùng nhóm nhạc Hoa Sen tổ chức thực hiện.[2]

## Vinh danh
- Năm 1980, trong đợt phong học hàm đầu tiên sau khi Việt Nam thống nhất, ông được phong hàm giáo sư.[1]

## Câu nói
- "... Trong sự nghiệp của tôi, tình thương là tinh thần dẫn dắt".

- "... Tôi tin tưởng rất nhiều vào tiềm năng của người Việt Nam, đặc biệt là của lớp trẻ. Tuy nhiên, muốn biến tiềm năng thành hiện thực thì phải biết tổ chức, phải có thầy. Thầy là những người có khả năng chuyên môn cao, có đạo đức nghề nghiệp và quan tâm đến học trò".

## Nhận xét
- "Dù là một người hấp thu nền giáo dục phương Tây nhưng thầy Đặng Đình Áng vẫn nguyên vẹn một tâm hồn Việt với những bản sắc tốt đẹp nhất." Giáo sư Dương Minh Đức (Chủ tịch Hội Toán học TPHCM).